# Gwillim Lake (British Columbia)
Der Gwillim Lake ist ein See im Osten der kanadischen Provinz British Columbia. Namensgeber des Sees ist John Cole Gwillim (1866–1920), ein britisch-kanadischer Geologe und Professor für Bergbauingenieurwesen.

## Lage
Der Gwillim Lake befindet sich in den östlichen Ausläufern der Hart Ranges, die einen Teil der Kanadischen Rocky Mountains bilden. Der Highway 29 (Chetwynd–Tumbler Ridge) führt unweit dem westlichen Seeende vorbei. Der See liegt auf einer Höhe von 762 m im Gwillim Lake Provincial Park. Unweit vom Nord- und Südufer des Sees erheben sich die Berge 1200 m hoch. Der Gwillim River durchfließt den See in östlicher Richtung. Weitere Zuflüsse sind Trapper Creek (Nordufer) sowie Suprenant Creek und Meikle Creek (Südwestufer).

## Größe
Der Gwillim Lake besitzt eine Fläche von 10,87 km². Die Längsausdehnung in Ost-West-Richtung beträgt 10 km, die maximale Breite liegt bei 1,38 km. Die maximale Tiefe des Sees liegt bei 48 m.

## Umgebende Landschaft
Am Nordwestufer des Sees befindet sich der Campingplatz des Provinzparks. Um den See wachsen Weißfichte, Amerikanische Zitterpappel, Balsam-Pappel und Küsten-Kiefer.

## Seefauna
Im Gwillim Lake leben folgende Fischarten: Amerikanischer Seesaibling, Stierforelle, Prosopium williamsoni (mountain whitefish), Arktische Äsche, Hecht und Quappe.